# 丘延亮
丘延亮1945年—，綽號阿肥，是一位台灣社會學家、勞工運動者，曾任香港浸會大學社會學系副教授、已退休中央研究院民族學研究所副研究員。

## 學歷
- 芝加哥大學人類學系博士（1991.04）[3]
- 芝加哥大學人類學系碩士（1979.09 - 1981.06）
- 臺灣大學考古人類學系（1967.09 - 1968.06）

## 生平
丘延亮高中就讀師大附中，但因為受不了台灣體制教育的威權與僵化，在求學期間，常與教官、老師起衝突，高一還沒有讀完就轉學。1961年轉學到三育書院就讀一年半，但是因為不肯受洗而離開。1962到1968年期間，在台大、師大、藝專各科系旁聽，與陳映真等人組「讀書會」試圖突破白色恐怖時代知識宰制，於1968年6月6日被捕，因「叛亂罪」入獄，即民主台灣聯盟案。（該案已於2004年12月10日經總統府人權委員會列為「台灣戒嚴時期十大代表性政治冤案」並獲平反。）1971年被特赦減刑出獄。1979年以中學肄業學歷流亡美國獲政治庇護，被芝加哥大學人類學系接受為博士生，後取得博士學位。1983、1988年兩度申請中研院民族所研究職位皆通過學術審查，但因「與《公務人員任用法》第十五條第一款之規定有所抵觸」的因素未接獲聘書；遲至2005年才經中研院「處理丘延亮案特別委員會」通過聘任為副研究員。
丘延亮著名的著作為2003年出版之Colours of Money, Shades of Pride—Historicities and Moral Politics in Industrial Conflicts in Hong Kong(香港工業抗爭的歷史性與道德政治)(Hong Kong: Hong Kong University Press.)，研究一場1986年香港一個手錶工廠女工的抗爭，研究階級鬥爭中的主體，其抗爭動力背後的道德意義。獲麥可·塔齊格、歌雅特瑞·斯皮瓦克、阿細斯·南迪等著名學者推薦。

## 主要著作
- 2023　台北之春——六十年代的章回人文誌。台北：唐山出版社 。
- 2008　實質民主──人民性的覺知與踐行之對話。台北：唐山出版社 。
- 2003　Colours of Money, Shades of Pride—Historicities and Moral Politics in Industrial Conflicts in Hong Kong. Hong Kong: Hong Kong University Press.
- 1995　後現代政治。台北：唐山出版社。 Politics of Post-modernity-- on social movements and their discourses. (in Chinese) Taipei: Tonsan Publications.
- 1992　The Moral Politics of Industrial Conflict in Multinational Corporations Located in Hong Kong – An Anthropological Case Study, Vol. 1 & Vol. 2 (Dissertation Manuscript of Limited Edition), Taipei: Tonsan Publications.
- 1976　貧窮文化——墨西哥五個家庭一日生活的實錄。奧斯卡．劉易士著，丘延亮譯。台北：牧童出版社 。 Translated Five Families, by Oscar Lewis, (from English into Chinese), Taipei: Cowboy Press.

## 延伸閱讀
- 景美人權園區爭議之三 丘延亮：我是政治犯，應該被關（页面存档备份，存于）